# دولة أرض الصومال
كانت دولة أرض الصومال دولة مستقلة قصيرة العمر تقع في أراضي جمهورية صوماليلاند الحالية. كان هذا هو الاسم الذي اتخذته محمية أرض الصومال البريطانية السابقة في الأيام الخمسة بين 26 يونيو 1960 و1 يوليو 1960، عندما أعد الإقليم للاتحاد كما هو مقرر مع إقليم الصومال الإيطالي تحت الإدارة الإيطالية ( الصومال الإيطالي السابقة) تشكل جمهورية الصومال، أول تجسد للصومال الحديث.

## التاريخ

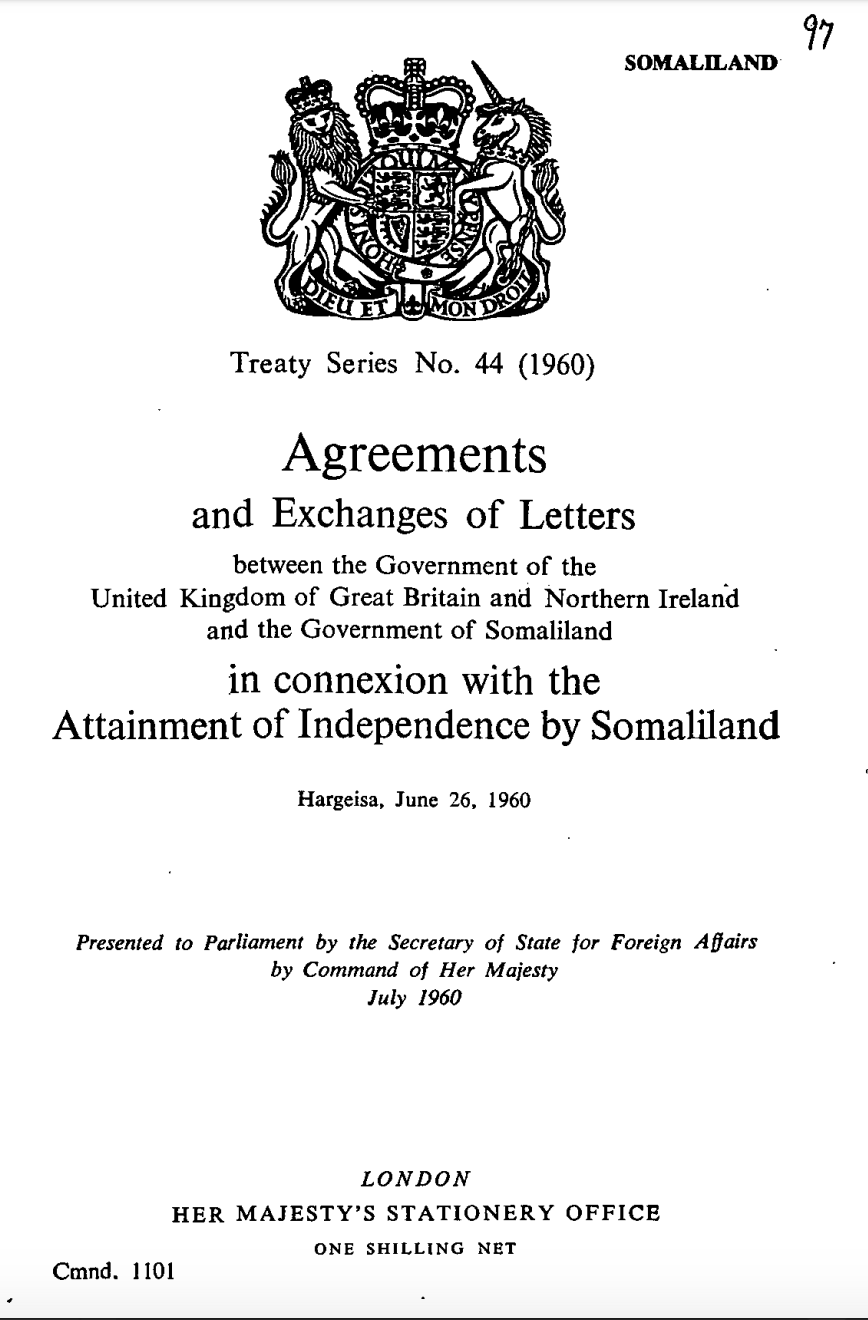
الاتفاقات وتبادل الرسائل بين حكومة المملكة المتحدة لبريطانيا العظمى وأيرلندا الشمالية وحكومة صوماليلاند فيما يتعلق بحصول صوماليلاند على الاستقلال

في مايو 1960، و الحكومة البريطانية ذكرت أنه سيكون مستعدا لمنح الاستقلال لثم محمية من الصومال البريطاني، بقصد أن الأرض سوف تتحد مع الإيطالية -administered إقليم الصومال الإيطالي تحت الايطالية إدارة (الرئيس السابق ل أرض الصومال الإيطالية). أصدر المجلس التشريعي لأرض الصومال البريطانية قرارًا في أبريل 1960 يطالب بالاستقلال والاتحاد مع إقليم أرض الصومال الذي كان من المقرر أن يحصل على الاستقلال في 1 يوليو من ذلك العام. ووافقت المجالس التشريعية في المنطقتين على هذا الاقتراح عقب مؤتمر مشترك في مقديشو.

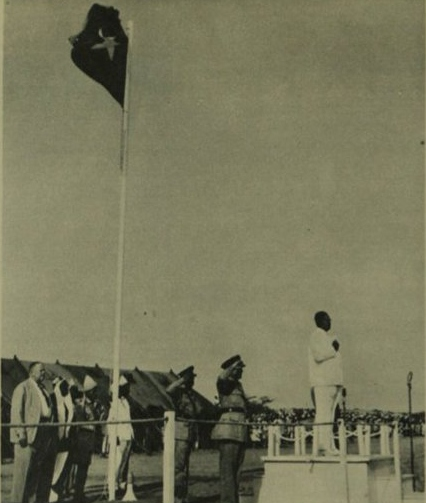
أرض الصومال تحلق لأول مرة:العلم الصومالي الأبيض والأزرق في احتفالات الاستقلال في 26 يونيو 1960 ، رئيس وزراء دولة أرض الصومال والرئيس الثاني لأرض الصومال محمد حاج إبراهيم إيغال يحيي العلم.

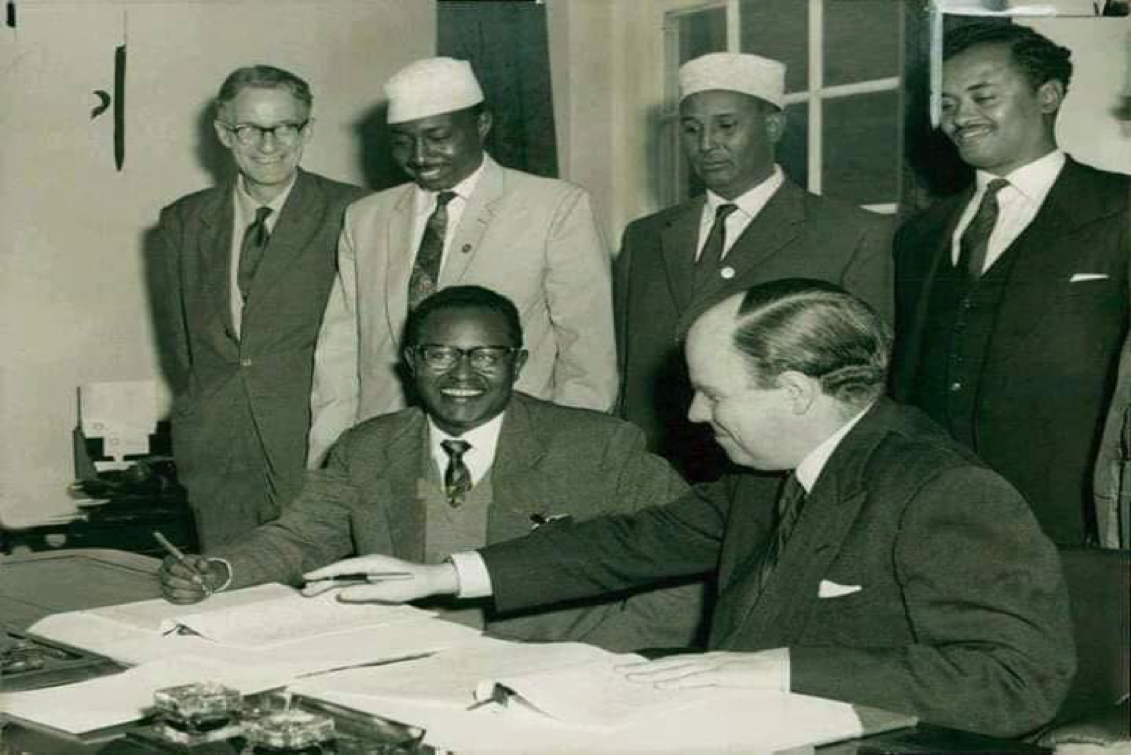
المؤتمر الدستوري لمحمية أرض الصومال ، لندن ، مايو 1960 حيث تقرر أن يكون 26 يونيو هو يوم الاستقلال، وبالتالي تم التوقيع في 12 مايو 1960. وفد أرض الصومال: محمد حاج إبراهيم عقال وأحمد حاج دويله وعلي جراد جاما وحاج إبراهيم نور. من المكتب الاستعماري: إيان ماكلويد، DB Hall ، HCF Wilks (سكرتير)

في 26 يونيو 1960، حصلت محمية أرض الصومال البريطانية السابقة لفترة وجيزة على استقلالها كدولة أرض الصومال، مع إإقليم الصومال الإيطالي التابع للوصاية بعد ذلك بخمسة أيام. في اليوم التالي، في 27 يونيو 1960 ، وافقت الجمعية التشريعية لأرض الصومال المنعقدة حديثًا على مشروع قانون من شأنه أن يسمح رسميًا باتحاد دولة أرض الصومال مع إقليم الصومال الإيطالي في 1 يوليو 1960.
أصبح محمد حاجي إبراهيم عقال، الذي عمل سابقًا كعضو غير رسمي في المجلس التنفيذي السابق لمحمية أرض الصومال البريطانية ورئيس أعمال الحكومة في المجلس التشريعي، رئيسًا لوزراء دولة أرض الصومال خلال انتقالها المخطط إلى الاتحاد مع الصندوق الاستئماني. إقليم الصومال الإيطالي تحت الإدارة الإيطالية، أرض الصومال الإيطالية السابقة.
خلال فترة وجودها القصيرة، تلقت دولة أرض الصومال اعترافًا دوليًا من 35 دولة،  بينها الصين ومصر وإثيوبيا وفرنسا وغانا وإسرائيل وليبيا والاتحاد السوفيتي . أرسل وزير خارجية الولايات المتحدة كريستيان هيرتر رسالة تهنئة.
```
ووقعت 
المملكة المتحدة
 عدة اتفاقيات ثنائية مع أرض الصومال في هرجيسا في 26 يونيو 1960.
[
9
]
```

هذه نسخة من الرسالة التي أرسلها وزير الخارجية كريستيان هيرترt 
وهذه هي الرسالة التي أرسلتها إليزابيث الثانية إلى شعب أرض الصومال في يوم الاستقلال.
وقد تم تشكيل الحكومة من قبل عبد الله عيسى، مع حاجي بشير إسماعيل يوسف رئيسا للجمعية الوطنية الصومالية، آدم عبد الله عثمان كما الرئيس وعبد الرشيد علي شارماركي كما رئيس الوزراء، في وقت لاحق ليصبح رئيسا (1967-1969). في 20 يوليو 1961، ومن خلال استفتاء شعبي، صدق الشعب الصومالي على دستور جديد، تمت صياغته لأول مرة في عام 1960. كان يُنظر إلى الدستور على نطاق واسع على أنه غير عادل في أرض الصومال السابقة، وأكثر من 60٪ من عارضه الناخبون الشماليون في الإستفتاء. بغض النظر، تم توقيعه ليصبح قانونًا. انتشر عدم الرضا على نطاق واسع بين سكان الشمال،  وحاول الضباط المدربون في بريطانيا ثورة لإنهاء الاتحاد في ديسمبر 1961 . فشلت انتفاضتهم، واستمرت أرض الصومال في تهميش الجنوب خلال العقود التالية. 

## استخدام الدولة كسابقة لأرض الصومال
أرض الصومال هي دولة ذات سيادة معلنة من تلقاء نفسها ومعترف بها كمنطقة حكم ذاتي في الصومال من قبل المجتمع الدولي. تعتبر حكومتها الإقليم على أنه ولاية خلف لدولة أرض الصومال، وتسعى لتقرير المصير باسم جمهورية أرض الصومال.